# De bamboe-baby
De bamboe-baby is een stripalbum uit de reeks Marsupilami. Het verscheen voor het eerst in 1988 bij uitgeverij Marsu Productions.

## Verhaal
Twee Chinezen moeten een jonge panda vervoeren en kiezen door een staking voor een louche piloot. Diens krakkemikkig vliegtuig stort neer in de jungle van Palombië en de panda wordt gevonden door het gezin van de marsupilami. Omdat de panda enkel bamboe eet, moeten de marsupilami's dit gaan zoeken in het dorp van de Chahuta-indianen, de enige plaats in het oerwoud waar bamboe groeit.

## Achtergrond
Batem werkte nauw samen met Franquin voor het tekenwerk. Franquin maakte schetsen en verbeterde de schetsen van Batem. Net als voor het eerste verhaal werd het scenario door Greg. Het uitgeschreven scenario werd wel minder nauwgezet gevolgd door de tekenaars dan voor het voorgaande verhaal.